# Puerto Estrella
Puerto Estrella (en wayuunaiki: Pararielu'u) es un centro poblado ubicado en el extremo norte de Colombia, perteneciente al municipio de Uribia, en el departamento colombiano de La Guajira. A orillas del mar Caribe, siendo el centro poblado más septentrional de Colombia. Su población la constituye la mezcla entre indígenas wayúus y arijunas (comunidad no indígena).  Su mayor atractivo turístico son sus dunas y la laguna de los patos. 
Este centro poblado se encuentra entre las Dunas de Taroa, el Cabo Chichivacoa y el centro poblado de Nazareth, la cual sirve como puerto a este último; y en conjunto con otros siete centros poblados de Uribia (Nazareth, Santa Ana, Santa Fe de Siapana, Villa Fatima, Warpana, Warrutamana, Yorijarú) aspirar a ser parte de un nuevo municipio.

## Vía de comunicación
Para llegar a  se debe viajar vía terrestre desde Riohacha. Un trayecto de 8 horas por carretera destapada y caminos de trocha. Saliendo desde la cabecera municipal de Uribia se demora 3 horas hasta llegar al centro poblado.
Es recomendable alquilar un jeep, con conductor y guía de la región (en los desiertos se desaparecen las vías, por eso es importante ir con alguien que conozca). Las tarifas varían de acuerdo al número de personas que realicen el recorrido, es más económico si se va en grupo de cinco personas o más.